# Galeria Berlin Alexanderplatz

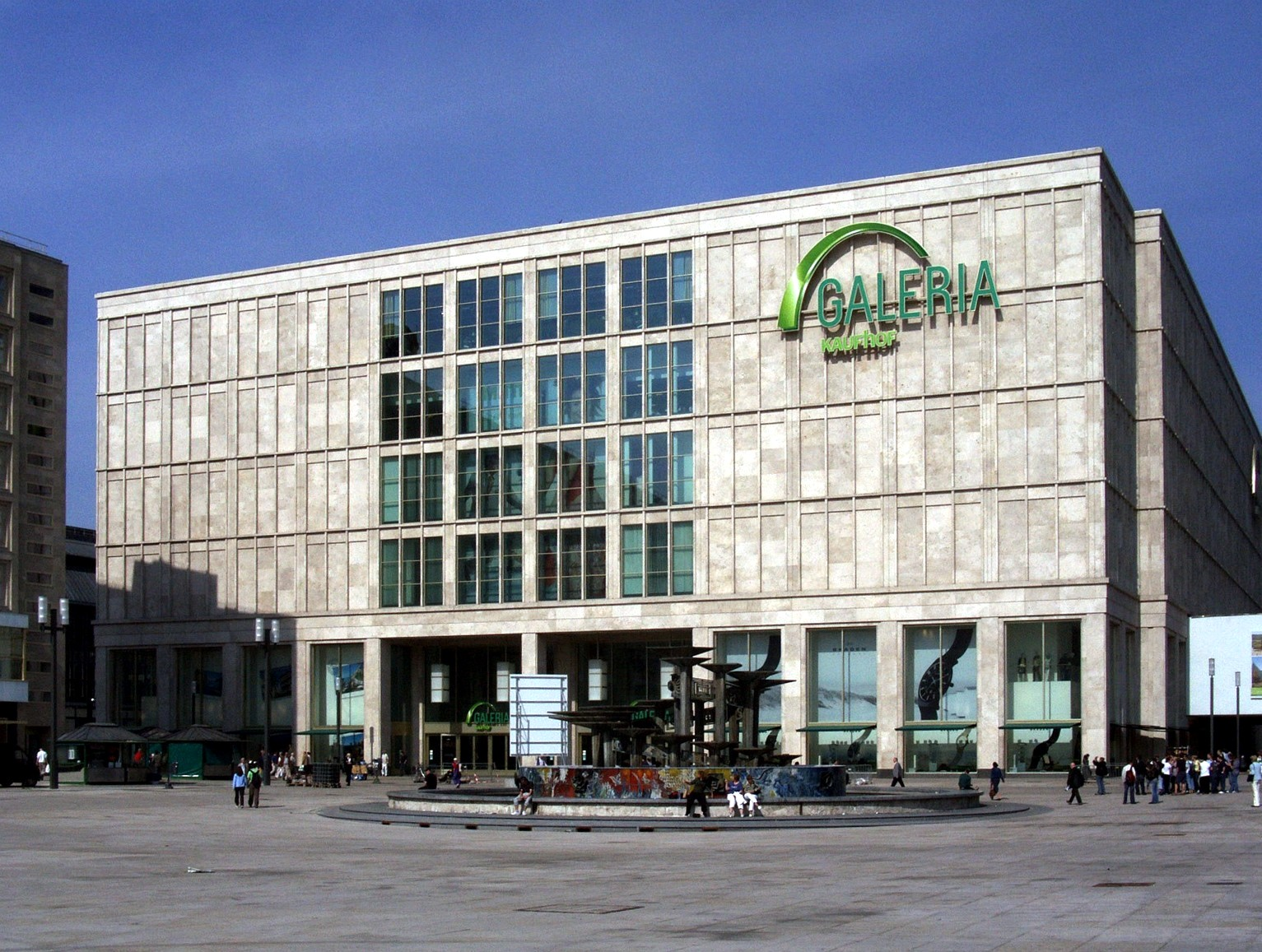
Ansicht nach dem Umbau

Die Galeria Berlin Alexanderplatz (ehemals: Centrum Berlin Alexanderplatz) ist ein Kaufhaus am Alexanderplatz im Berliner Ortsteil Mitte. Es wurde 1967–1970 vom Kollektiv Josef Kaiser im Stil der Sozialistischen Moderne errichtet. Die ursprüngliche Metallfassade in einem von der DDR nachgeahmten Stil der Hortenkachel wurde beim Umbau 2004–2006 durch eine Steinfassade ersetzt. Mit 35.000 Quadratmetern Fläche ist es eines der größten Kaufhäuser Berlins.

## Geschichte

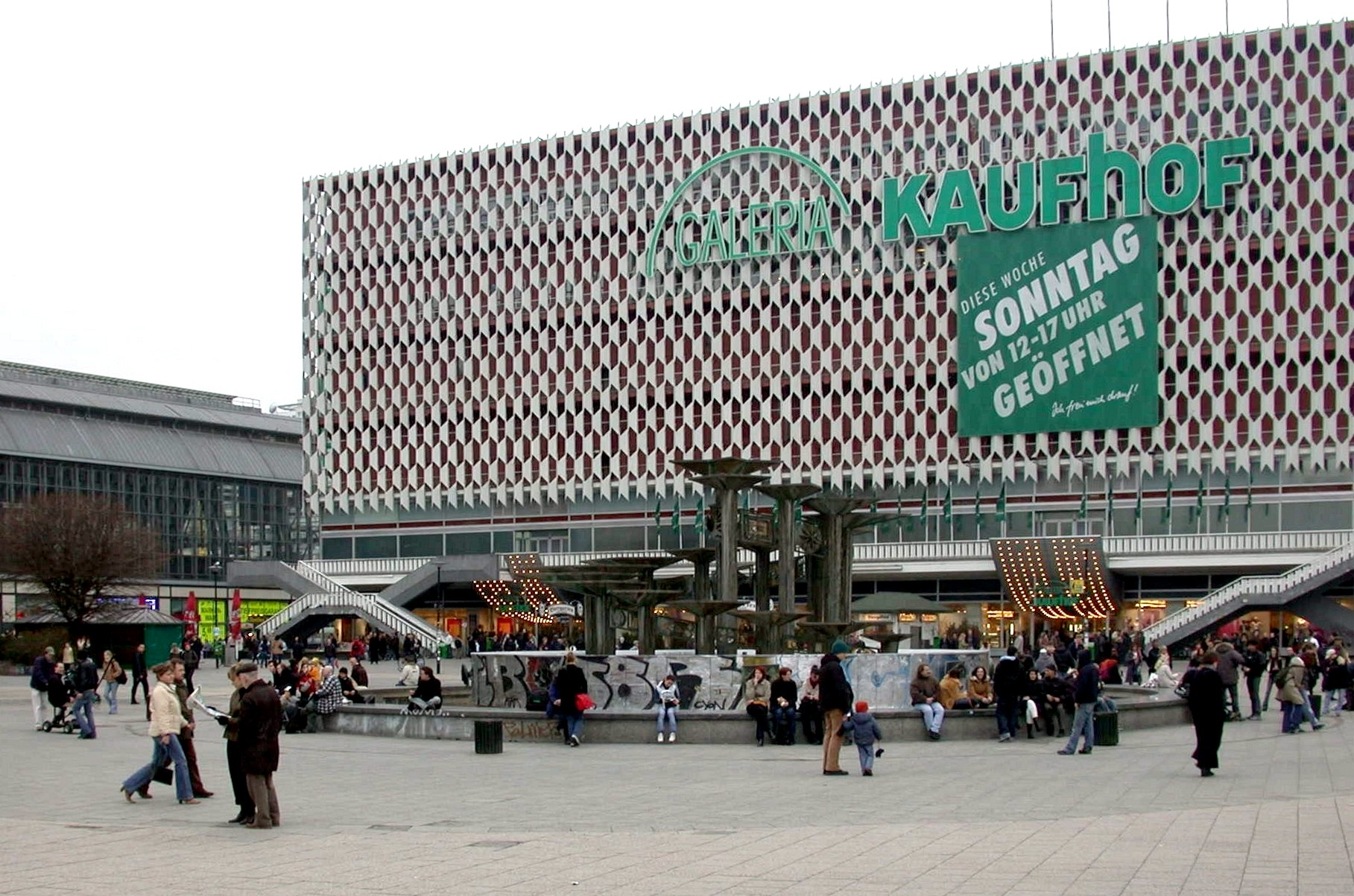
Ansicht vor dem Umbau

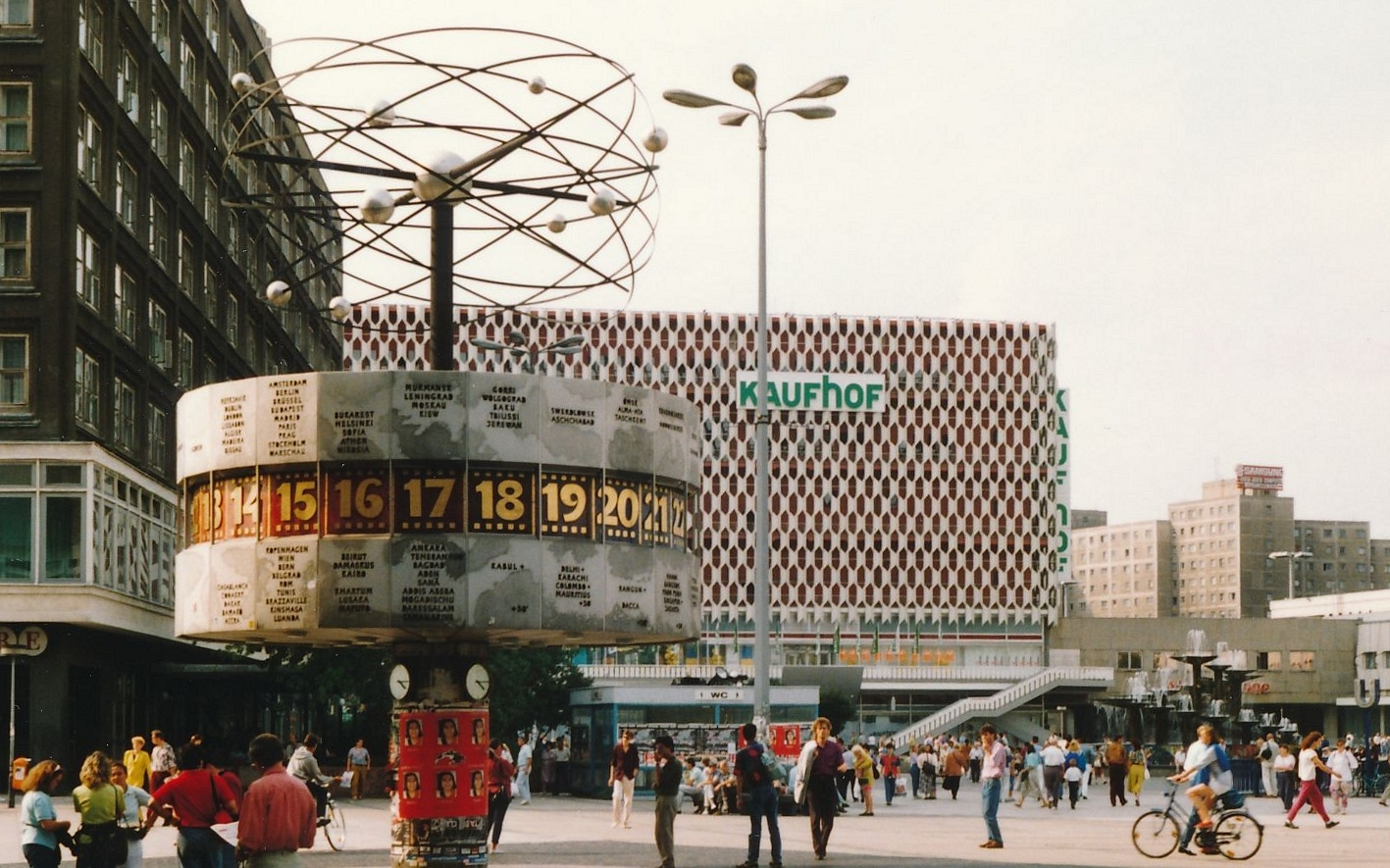
Kaufhof im ehemaligen Warenhaus Centrum, 1991

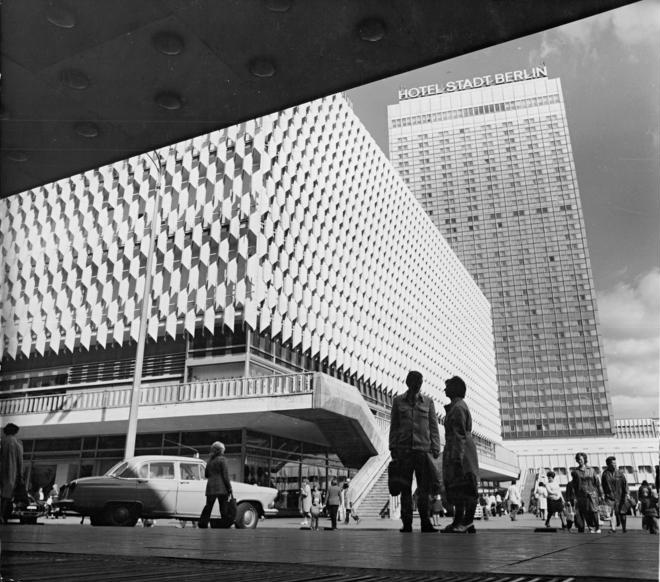
Warenhaus Centrum mit Metallfassade, 1973

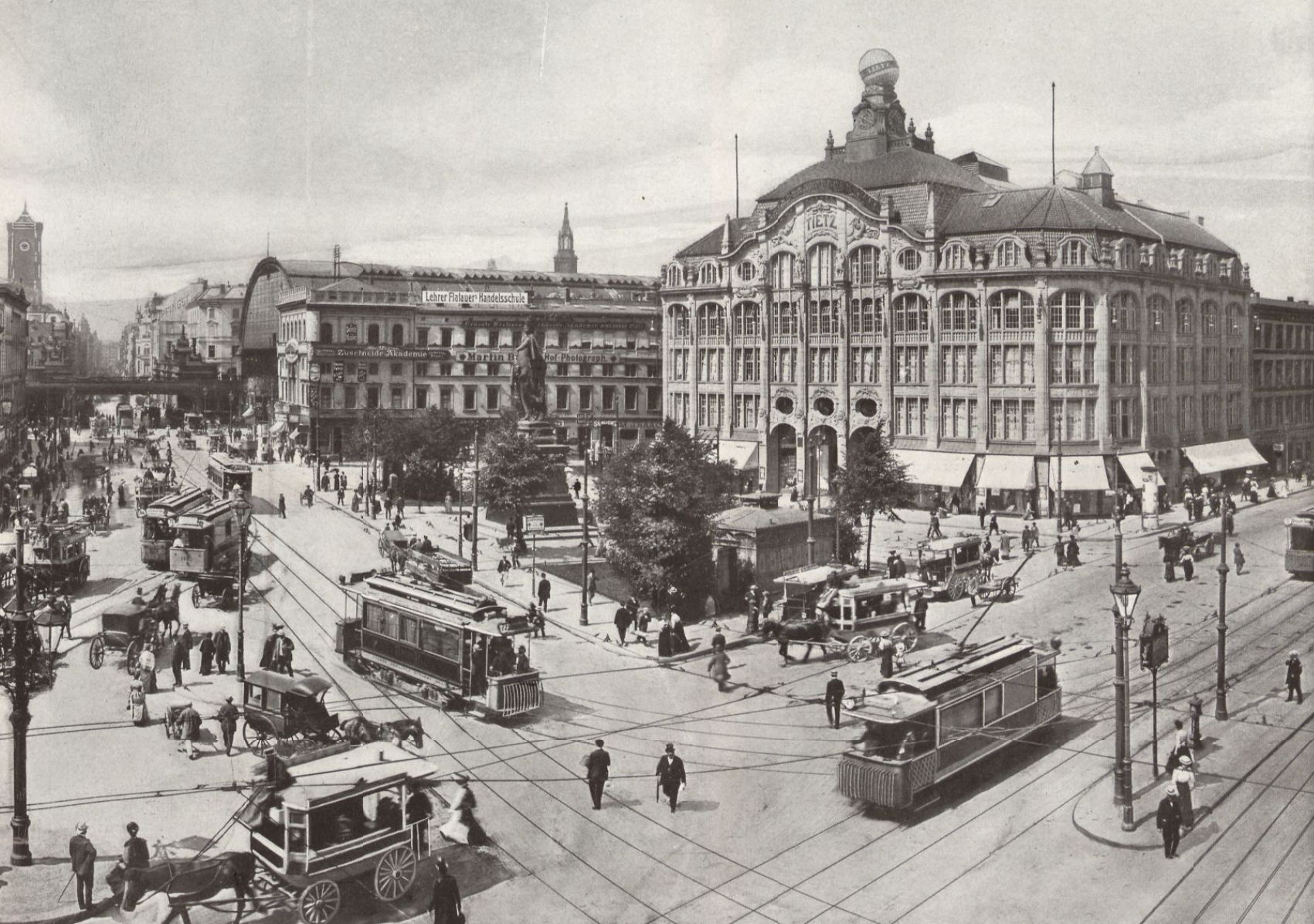
Warenhaus Tietz am Alexanderplatz, um 1900

An der Stelle der heutigen Galeria errichtete schon Hermann Tietz Anfang des 20. Jahrhunderts ein Kaufhaus. Im Zweiten Weltkrieg wurde das Gebäude stark beschädigt und später abgetragen. 
Das heutige Gebäude wurde von 1967 bis 1970 als Centrum Warenhaus der staatlichen Handelsorganisation errichtet. Es war Bestandteil des Bebauungsplans, der als bester Entwurf aus dem 1964 veranstalteten Architekturwettbewerb für die Neugestaltung des Platzes hervorging. Die konkrete Umsetzung plante das Architektenkollektiv Josef Kaiser und Günter Kunert. 1967 wurde mit dem Bau begonnen, eröffnet wurde das Warenhaus Centrum am 25. November 1970. Es hatte damals eine Verkaufsfläche von 15.000 m² (1.900 m² davon für Nahrungs- und Genussmittel) und war damit das größte Warenhaus der DDR. Der große Gebäudekubus von 78,60 m × 80,70 m im Geviert und 34 m Höhe hatte sechs Geschosse. Die Stirnwände der Nahrungs- und Genussmittelabteilung im Parterre zierten bunte Mosaikwände nach Entwürfen von Dagmar Glaser-Lauermann.
Nach der politischen Wende wurde das Gebäude von der Metro AG übernommen und nach einer leichten Modernisierung eine Filiale der Galeria Kaufhof eröffnet. Die Verkaufsfläche wurde dabei auf 20.000 m² erhöht. Es ist seitdem eines der umsatzstärksten Warenhäuser in ganz Deutschland. Im Zuge der Umsetzung der neuen Pläne für den Alexanderplatz von Kollhoff und Timmermann wurde das Warenhaus 2004 bis 2006 nach Plänen des Architekten Josef Paul Kleihues umfassend modernisiert und erweitert. Der Grundriss wurde dabei vergrößert, indem die dem Platz zugewendete Fassade um etwa 25 m in Richtung Platzzentrum vorgesetzt wurde. Die vierte und fünfte Etage des Gebäudes, die bisher für ein Restaurant und Verwaltung genutzt wurden, wurden komplett dem Verkaufsraum zugeschlagen. Damit erhöhte sich die Verkaufsfläche von 20.000 auf 35.000 m², das Gebäude beherbergt damit eine der größten Kaufhof-Filialen Europas. Die charakteristische Metallfassade mit 13.000 m² aus Wabenelementen ersetzte Kleihues durch eine Natursteinfassade aus Gauinger Travertin mit großen Glasflächen, die sich stilistisch an der steinernen Formensprache vieler Berliner Bauten der 1990er Jahre wie etwa am Pariser und Leipziger Platz orientiert. In der Mitte des Gebäudes entstand ein großer Lichthof mit einer großen Glaskuppel als Dach. Darunter fahren 20 Rolltreppen, die mit bis zu 24 Metern Länge zu den längsten freitragenden Warenhaustreppen der Welt gehören. Insgesamt kosteten die Maßnahmen den Investor Metro AG 110 Millionen Euro, wovon der größte Teil (85 Millionen Euro) für Grundstücksankäufe aufgewendet wurde. Die Kaufhof AG investierte zusätzlich 27 Millionen Euro in Einrichtung und Technik. Eine Besonderheit der Umbaumaßnahme war, dass sie während des laufenden Verkaufsbetriebes durchgeführt wurde und das Kaufhaus keinen einzigen Tag baubedingt geschlossen war. Die Verkaufsflächen wurden je nach Baufortschritt innerhalb des Gebäudes hin und her verschoben.
Das Haus soll bis 2025 nach Nordwesten (Karl-Liebknecht-Straße) um ca. 20 m erweitert werden. Darüber hinaus wird ab Oktober 2021 an der Dircksen- Ecke Karl-Liebknecht-Straße ein 134 m hohes Hochhaus, der sogenannte Mynd-Turm, mit 33 Etagen als Bürobau integriert. Damit wird es genauso hoch wie das Park Inn Hotel nebenan. Außerdem soll es künftig zur Karl-Liebknecht-Straße einen weiteren Eingang geben. Als vorbereitende Maßnahme wurde dafür im Sommer 2021 die Lebensmittelabteilung im EG geschlossen, da dort massive Bauarbeiten stattfinden werden. Eine Verlagerung im Haus war wegen der nötigen Kühlleitungen nicht möglich. Nach der Fusion von Karstadt und Kaufhof wurde die Filiale in Galeria Berlin Alexanderplatz umbenannt.
Für die Realisierung der Umbaumaßnahmen wird die Filiale des Kaufhauses 2025 geschlossen, das Gebäude wird umgebaut und für mindestens zwei Jahre geschlossen bleiben.